# 欧卡赞
欧卡赞（法語：Aucazein，法語發音：[okazɛ̃]）是法国阿列日省的一个市镇，属于圣日龙区。

## 地理
欧卡赞（42°56'8"N, 0°58'29"E）面积6.02 平方千米，位于法国奧克西塔尼大區阿列日省，该省份为法国西南部内陆省份，西部和北部与上加龙省接壤，东临奥德省，东南至东比利牛斯省接壤，南与安道尔和西班牙接壤。
与欧卡赞接壤的市镇（或旧市镇、城区）包括：阿尔然、博纳克-伊拉赞、比藏、伊拉尔坦、维勒讷沃、昂特拉。

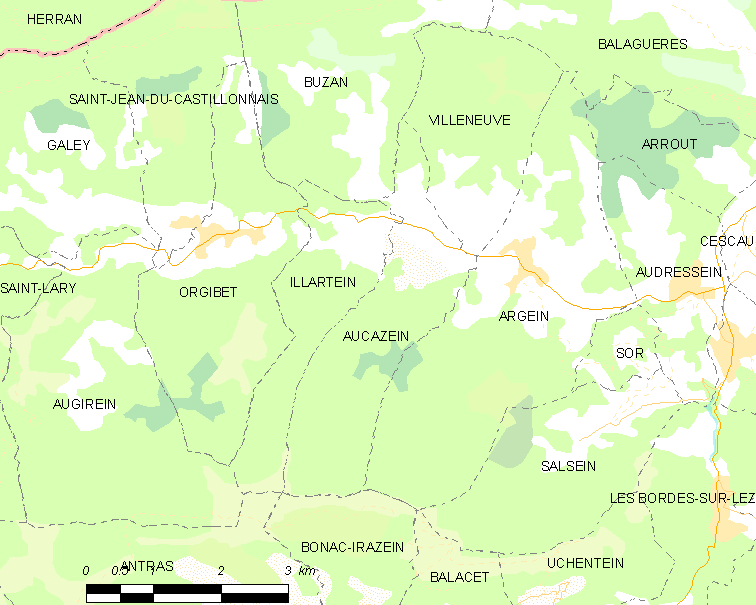
欧卡赞的OSM定位图

欧卡赞的时区为UTC+01:00、UTC+02:00（夏令时）。

## 行政
欧卡赞的邮政编码为09800，INSEE市镇编码为09025。

## 政治
欧卡赞所属的省级选区为库斯朗西县。

## 人口

1962-2008年间欧卡赞人口变化图示

欧卡赞于2022年1月1日时的人口数量为62人。